# Berrodden Ôike
Berrodden Ôike är en sjö i Antarktis. Den ligger i Östantarktis. Norge gör anspråk på området. Berrodden Ôike ligger 29 meter över havet.